# Faro de Georgetown
El Faro de Georgetown (en inglés: Georgetown Lighthouse) fue construido por primera vez por los holandeses en 1817 y reconstruido en 1830 para ayudar a los barcos a guiarse en el río Demerara desde el Océano Atlántico. La alta estructura octogonal de 31 m (103 pies) es un símbolo de la ciudad de Georgetown, la capital de Guyana, con sus rayas rojas y blancas verticales distintas. El faro, situado en la calle Water, es un monumento nacional. La estructura de ladrillo fue encargada el 1 de junio de 1830, cuando sustituyó a un faro de madera que había sido construido en el mismo sitio por los holandeses. Los ingenieros británicos construyeron el actual faro, reforzando el edificio colocándolo sobre una base de 49 pilotes "greenheart", lo que les permite existir casi 200 años después.